# Чимазапада (Белуно)
Чимазапада (итал. Cimasappada) је насеље у Италији у округу Белуно, региону Венето.
Према процени из 2011. у насељу је живело 142 становника. Насеље се налази на надморској висини од 1327 м.